# 秘鲁饮食

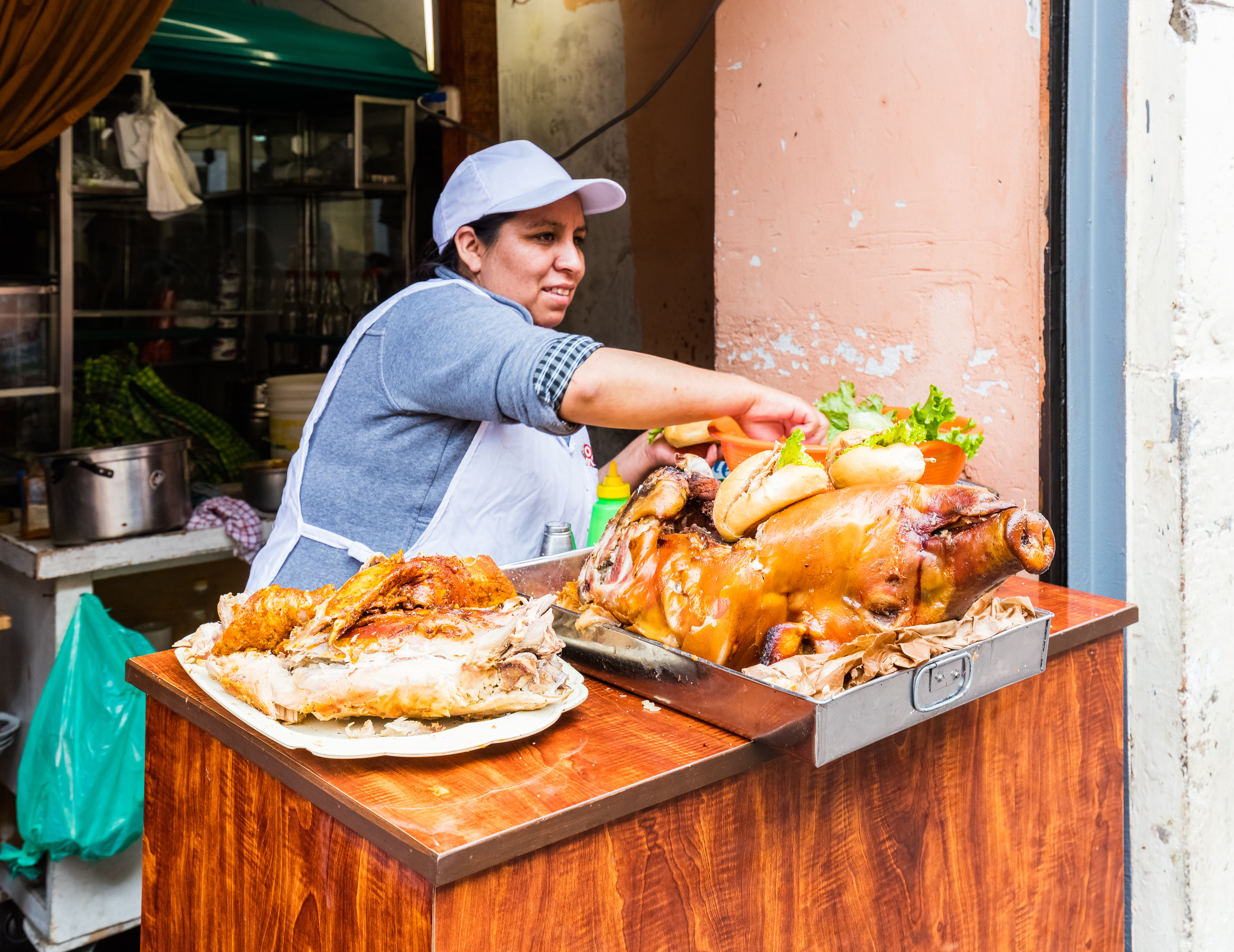
祕魯首都利馬市中心的街頭小吃攤

秘鲁饮食是指秘魯當地人的飲食習慣。秘鲁饮食的做法以及食材受克丘亞人等原住民飲食習慣、欧洲移民飲食習慣（西班牙飲食、義大利飲食）、亚洲移民飲食習慣（日本料理、中国菜）以及非洲饮食的影響。由于移民在新国家得不到过去在故土可以隨時看到的常用食材，移民会将秘鲁当地的食材加入自己的传统菜肴里。所有秘鲁饮食中最重要的一样食材就是马铃薯，因为秘鲁是全世界馬鈴薯品种最丰富的国家。
秘鲁當地人的主食主要分為四大類，即玉米、马铃薯（包括其他物種块茎）、莧科植物（藜麥、尾穗苋）、荚果（豆类与羽扇豆）。西班牙人带来的主食有大米、小麦以及肉类（牛肉、猪肉、鸡肉）。